# برونو ليوناردو
برونو ليوناردو (بالبرتغالية: Bruno Leonardo dos Santos Covas‏) هو لاعب كرة قدم برازيلي، ولد في 2 يونيو 1996 في ريبيراو بريتو في البرازيل.